# Wide-body
Wide-body (fra engelsk og betyder bred krop) er betegnelsen for de flytyper, der har to midtergange i kabinen. Modsætningen til et wide-body fly er et narrow body fly, der kun har en enkelt midtergang.

## Oprindelse
I begyndelsen af jet-æraen fandtes kun passagerfly med en enkelt midtergang, på engelsk kaldet single aisle. Men udviklingen kaldte på stadig større fly, og det viste sig upraktisk at fortsætte med at forlænge flykroppen. Man søgte i stedet at lave kabinen bredere end de maksimalt 6 sæder, der benyttedes og med en wide-body kunne man opnå op til 10 sæder på tværs i en fx 3+4+3 konfiguration. De første der lancerede en wide-body var også de største, nemlig Boeing med deres 747 i 1969.
Den dobbelte midtergang (twin aisle) giver passagererne langt bedre komfort, tillader flere passagerer på fly, der stadig kan håndteres af almindelige lufthavne og gør af- og påstigning langt hurtigere. Under passagerdækket er der ligeledes plads til mere fragt, og på første klasse kan pladsen bruges til yderst luksuriøse omgivelser i forhold til, hvad man tidligere har været vant til.

## Wide-bodies i dag
Der er siden kommet en række wide-bodies til, og de bruges primært på mellem- og langruter. De store afstande gør det mest økonomisk at have flest mulige passagerer med på en gang. Mindre fly, narrow-bodies, er bedst til kortere ruter, hvor rejsende sætter større pris på at kunne vælge mellem flere afgange om dagen. Dermed spredes kundekredsen ud på flere fly med mindre kapacitet. Enkelte steder, for eksempel i Japan, er efterspørgslen dog til tider stor nok til at sætte wide-body fly ind på indenrigsruter.
Med stadigt flere mennesker verden over, der får råd til at rejse med fly, går tendensen ligeledes mod stadigt større fly.[kilde mangler] I en lang årrække har de største internationale lufthavne været konstrueret efter den største gængse model på markedet, nemlig Boeing 747. Men da Airbus leverede den første Airbus A380 til fast ruteflyvning, har flere lufthavne været nødt til at udvide både landingsbaner, taxiveje og terminaler. Og uden nogen konkret udfordrer ser det ud til, at A380 nu har sat standarden for det største wide-body fly i tjeneste fremover.
Eksempler på wide-body-fly med produktionsår:
- Airbus A300 1974-2007
- Airbus A310 1983-1998
- Airbus A330 1994-
- Airbus A340 1993-2011
- Airbus A380 2005-
- Boeing 747 1968-
- Boeing 767 1981-
- Boeing 777 1993-/2019-
- Boeing 787 2007-
- Iljusjin Il-86 1980-1994
- Iljusjin Il-96 1992-
- McDonnell Douglas DC-10/MD-11 1971-1989/1990-2001
- Lockheed L-1011 TriStar 1972-1985